# Cool Boarders 3
Cool Boarders 3 — компьютерная игра в жанре сноубординга, разработанная компанией Idol Minds и изданная Sony Computer Entertainment для игровой системы PlayStation в 1998 году. В Северной Америке издателем выступила компания 989 Studios. В Японии игра была выпущена 26 ноября 1998 года компанией UEP Systems, которая являлась разработчиком предыдущих частей серии.

## Игровой процесс
Как и в предыдущих частях серии, в Cool Boarders 3 игрок управляет сноубордистом, спускающимся по горным трассам с возможностью выполнения трюков для набора очков. Игровой процесс включает несколько режимов: в Downhill, Boarder X и Slalom основной задачей является прохождение трассы быстрее соперников под управлением компьютера, тогда как в режимах Slope Style, Half Pipe и Big Air необходимо набирать очки, выполняя сложные трюки. В отличие от предыдущей части серии, в игре отсутствует поддержка System Link, что исключает возможность многопользовательской игры без разделения экрана.
В отличие от предыдущих игр серии, Cool Boarders 3 содержит расширенный список игровых персонажей, включая как доступных изначально, так и разблокируемых. На старте игры доступны 13 сноубордистов, дополнительно можно разблокировать ещё 8 персонажей путём превышения установленных рекордов. В игре представлены 11 моделей сноубордов, доступных с начала игры, и 12 разблокируемых досок, созданных по образцу реальных моделей от таких производителей, как Burton и Ride.

## Отзывы
| Сводный рейтинг    | Сводный рейтинг |
| Агрегатор          | Оценка          |
| ------------------ | --------------- |
| GameRankings       | 71,19 %         |
| Иноязычные издания |                 |
| Издание            | Оценка          |
| AllGame            | [ 4 ]           |
| CVG                | [ 5 ]           |
| Edge               | 5/10            |
| EGM                | 6,375/10        |
| Famitsu            | 30/40           |
| Game Informer      | 7,75/10         |
| GamePro            | [ 10 ]          |
| GameRevolution     | B+              |
| GameSpot           | 4,9/10          |
| IGN                | 6/10            |
| OPM                | [ 14 ]          |

Игра получила смешанные отзывы, по данным сайта GameRankings. Famitsu дал ей оценку 30 из 40.
В своем обзоре Cool Boarders 3 журнал GamePro назвал игру лучшей частью серии, отметив расширенный набор трюков, большое количество персонажей и досок, качественную графику с детализированными ландшафтами, а также энергичный панк-рок саундтрек. По мнению критиков, несмотря на требующее привыкания управление, игра успешно сочетает элементы симулятора и аркады.